# Valley Springs, South Dakota
Valley Springs är en ort i Minnehaha County i South Dakota nära gränsen till Minnesota. Vid 2020 års folkräkning hade Valley Springs 885 invånare.